# Копання картоплі (срібна монета)
«Копа́ння карто́плі» — пам'ятна срібна монета номіналом 10 гривень, випущена Національним банком України, присвячена розкриттю в художньо-образній манері іронічного наїву образів українського архетипу. Загальновідомо, що серед споконвічних цінностей українців — «земля-годувальниця». Потяг і любов до неї, праця на ній тисячі років єднають чоловіка і жінку, що символізують дві постаті у формі серця.
Монету введено в обіг 22 травня 2018 року. Вона належить до серії «Інші монети».

## Опис монети та характеристики
| Номінал грн. | Метал  | Маса, г      | Діаметр, мм | Якість виготовлення | Гурт                           | Тираж, штук |
| ------------ | ------ | ------------ | ----------- | ------------------- | ------------------------------ | ----------- |
| 10           | срібло | 31,1 / 33,62 | 38,6        | пруф                | гладкий із заглибленим написом | 4 000       |

### Аверс
На аверсі монети розміщено стилізоване зображення дерева життя, верхів'я якого — дзеркальне (на тлі поля), нижні бульби — на дзеркальному тлі — золоті (локальна позолота). Унизу розміщено: малий Державний Герб України (ліворуч), рік карбування монети «2018» (праворуч), півколом написи: «УКРАЇНА», номінал — «10/ГРИВЕНЬ».

### Реверс
На реверсі монети на дзеркальному тлі розміщено стилізовані зображення чоловіка і жінки, які копають картоплю. Їхні постаті утворюють золоте серце (локальна позолота). По колу розміщено написи: «КОПАННЯ КАРТОПЛІ».

## Автори

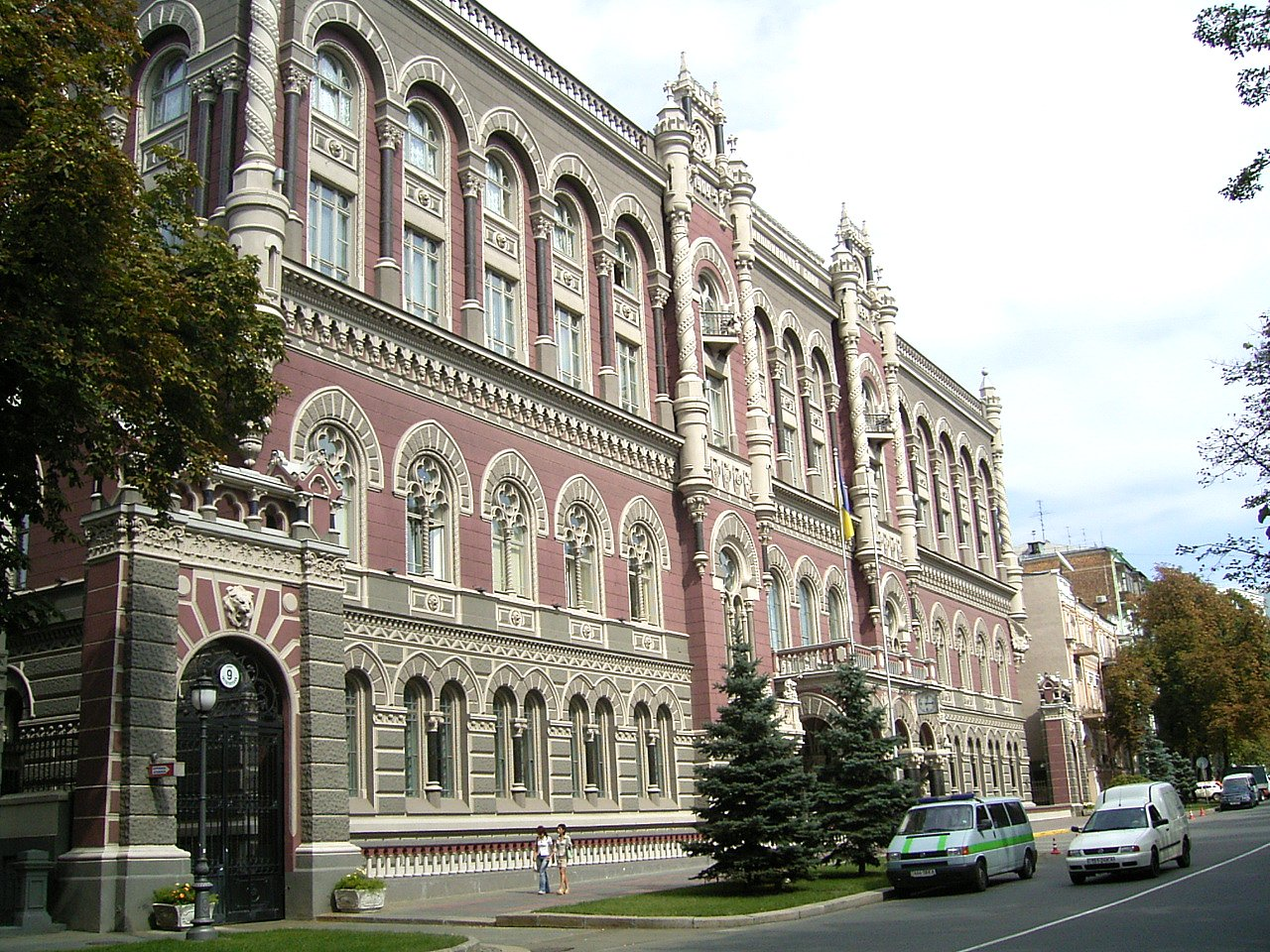
Будівля Національного банку України

- Художники: Таран Володимир, Харук Олександр, Харук Сергій.
- Скульптори: Дем'яненко Володимир, Демяненко Анатолій.

## Вартість монети
Під час введення монети в обіг 2018 року, Національний банк України реалізовував монету через свої філії за ціною 1010 гривень.
Фактична приблизна вартість монети з роками змінювалася так:
| Рік        | 2019  | 2020  | 2021  | 2022  | 2023  | 2024  | 2025  |
| ---------- | ----- | ----- | ----- | ----- | ----- | ----- | ----- |
| Ціна, грн. | 1 300 | 1 250 | 2 000 | 2 400 | 6 700 | 6 600 | 6 900 |